# Aeroportul Municipal Redding
Aeroportul Municipal Redding (IATA: RDD, ICAO: KRDD, FAA LID: RDD) este un aeroport din Shasta County⁠(d), California, Statele Unite ale Americii ce deservește zona Redding⁠(d). Aeroportul a fost tranzitat în 2019 de 103.278 de pasageri. A fost numit după zona deservită.
Situat la o altitudine de 154 m, aeroportul dispune de 2 piste.

## Infrastructură

### Piste
Aeroportul dispune de 2 piste. Pista 12/30 are suprafața de asfalt și dimensiunile 5.067 picioare × 150 picioare. Pista 16/34 are suprafața de asfalt și dimensiunile 7.003 picioare × 150 picioare. 